# Alajoki (Ilmola)

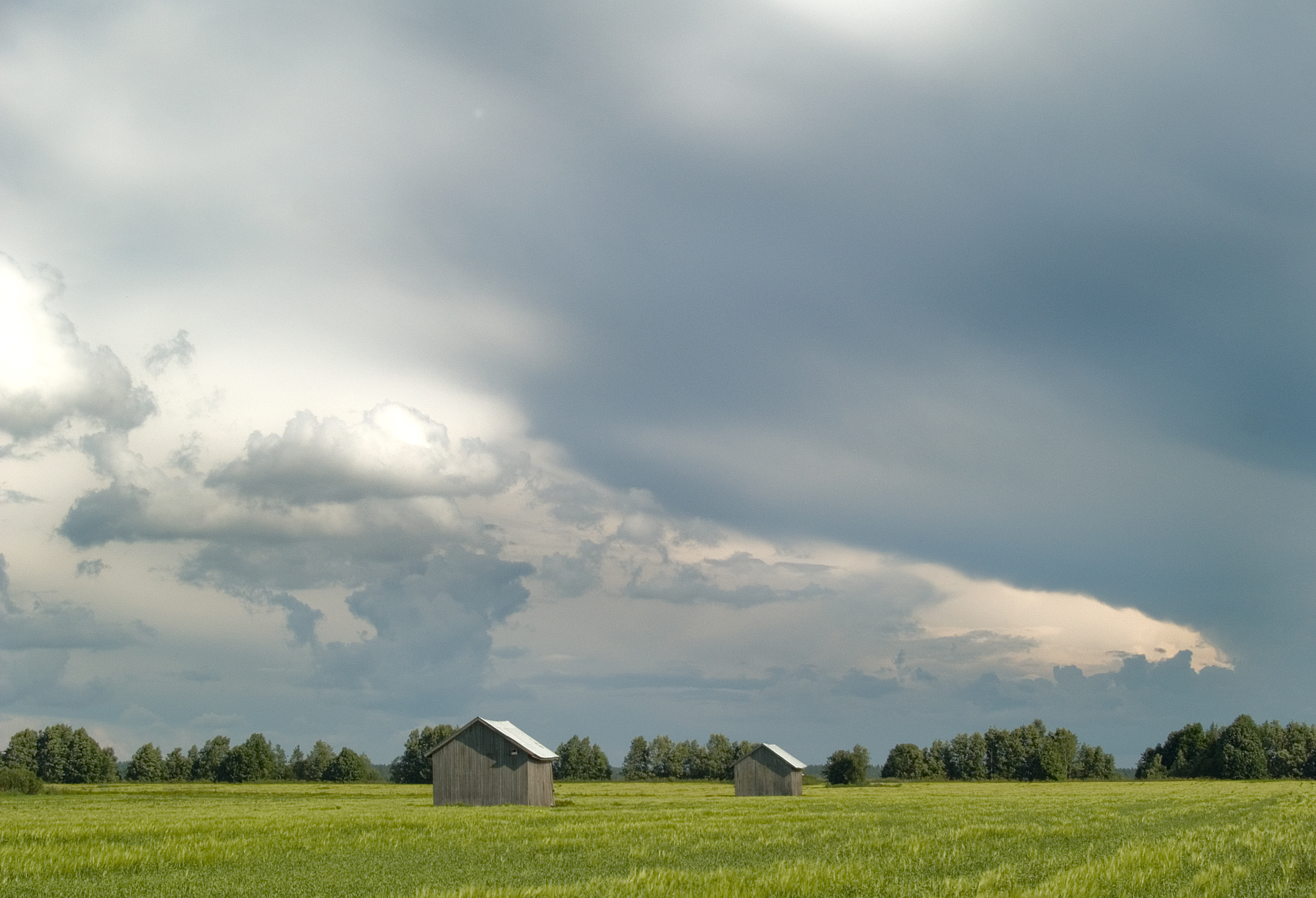
Alajokis ”laduhavet” i Ilmola.

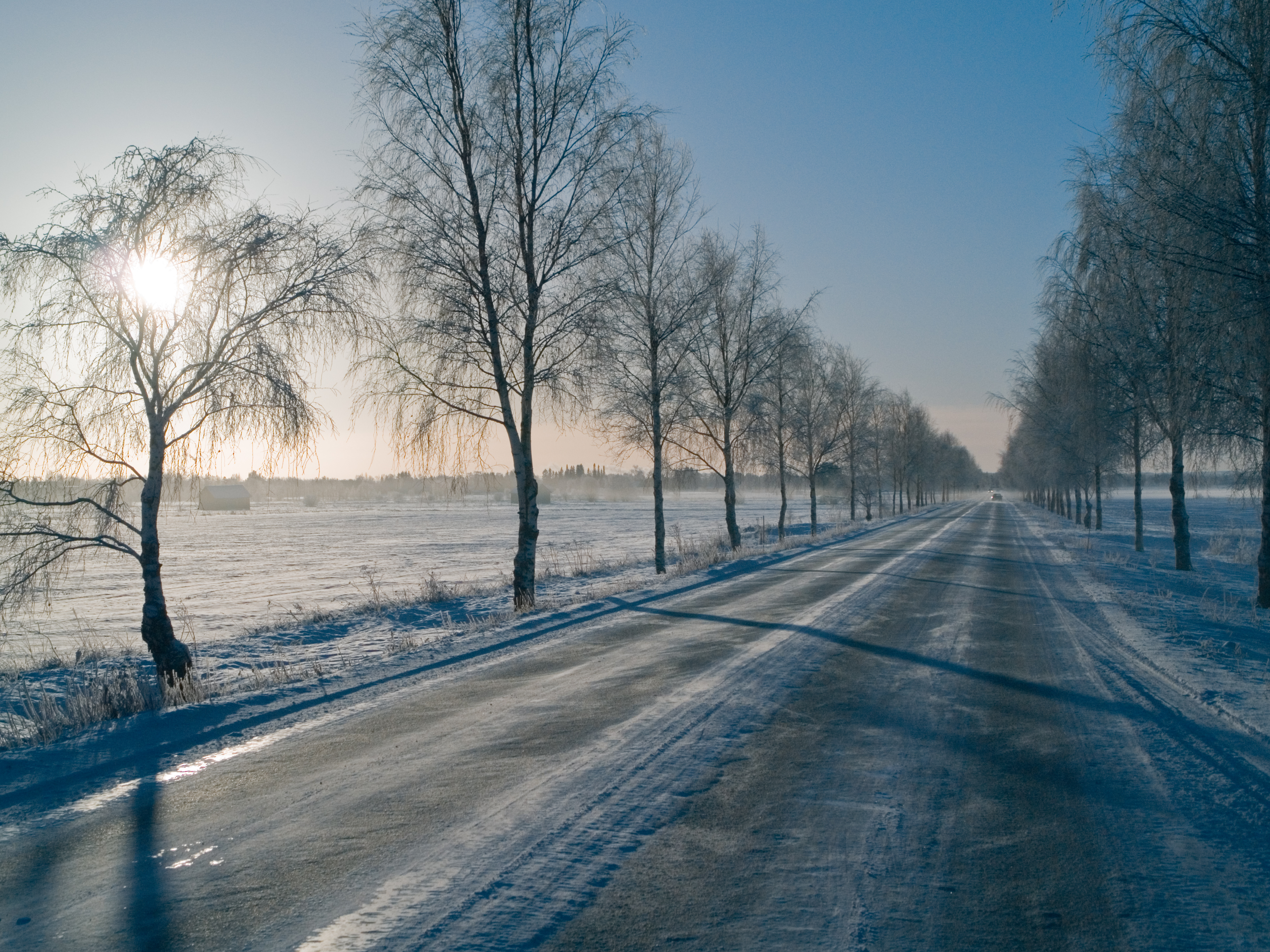
Tre kilometer lång björkallé på vägen 7000 i Alajoki.

Alajoki är en odlingsslätt omkring Kyro älv i kommunerna Ilmola och Seinäjoki i landskapet Österbotten i västra Finland. Den består av gammal myrmark som uttorkades i sekelskiftet 1800 och förvandlades sedan till åkermark med hjälp av svedjebruk och genom att sprida ut lera på torvförekomster. På 1900-talet var Alajoki berömd för sina våröversvämningar. Åkrarna är bäst lämpade för odling av vall och fodersäd, vilket har främjat boskapsskötseln i trakten.
År 1995 blev Alajoki ett av Finlands nationellt värdefulla landskapsområden.
Alajokis odlingsslätt är upp till fem kilometer bred och omfattar cirka 8 000 hektar. I sydväst består den av byarna Röyskölä, Fossila, Nikkola och Pirilä norr om Ilmolas centrum. I västra och norra delen av Alajoki ligger byarna Harjunmäki, Könni och Munakka. Södra gränsen av Alajokiområdet  bildas av Sydbottenbanan och väg 67 från Seinäjoki till Kaskö. Östra delen av Alajoki ligger norr om Seinäjoki stadscentrum där älven Seinäjoki möter Kyro älv.